# Herencsár Viktória
Herencsár Viktória (Budapest, 1953. március 5. –) cimbalomművész és -tanár, a Cimbalom Világszövetség alapítója és elnöke.

## Tanulmányai
Óvodásként kezdett cimbalmozni tanulni. 1974-ben kitüntetéssel fejezte be a Zeneakadémia cimbalom–szolfézs–ének szakát. Hangszertanára Tarjáni Tóth Ida volt. 2004-ben művelődési és felnőttképzési menedzser diplomát szerzett a Pécsi Tudományegyetemen. 2011-ben a művészetek doktora, a következő évben docensi fokozatot kapott a Besztercebányai Művészeti Akadémián.

## Pályája
1973-tól szerepel a Magyar Rádióban. 1974-től 1982-ig énektanár a budapesti Baranyai Úti Ének-zene Tagozatos Általános Iskolában. 1975-től a Magyar Állami Operaház Zenekarának tagja.
1991-ben megszervezte az I. cimbalom világkongresszust, ahol megalakították a ma már 32 országban működő Cimbalom Világszövetséget. Az alakuláskor a szervezet elnökévé választották és ezt a posztot azóta is betölti.
1993 és 1998 között a Szent István Király Konzervatóriumban tanított. 1997-től a Besztercebányai Művészeti Akadémiának docense. 2005-től a pekingi zeneakadémia vendégprofesszora.
Számtalan európai és ázsiai országban vendégszerepelt és oktatott. Repertoárja a cimbalomirodalom klasszikusaitól a népzenéig és átiratokig tart. Több kortárs szerző (Dubrovay László, Farkas Ferenc, Györe Zoltán, Hollós Máté, Pongrácz Zoltán, Szokolay Sándor stb.) írt számára darabot. Maga is komponált. Elkötelezett kutatója a cimbalomjáték történetének.

## Diszkográfia
- PLP 001 LP STEREO hanglemez MIRAGE STUDIO produkciója 1990.

## Kitüntetései
- 1983 – a Magyar Rádió nívódíja
- 1996 – Artisjus-díj
- 2000 – Inter-Lyra-díj
- 2005 – Artisjus-díj
- 2008 – Magyar örökség-díj
  - Magyar Köztársaság Ezüst Érdemkeresztje
- 2009 – Artisjus-díj
- 2010 – A Magyar Kultúra Lovagja
- 2011 – Rákosmente díszpolgára
- 2013 – Magyar Arany Érdemkereszt